# Volkswagen up!
De Volkswagen up! is een stadsauto geproduceerd door het Duitse automerk Volkswagen. De up! is onderdeel van het Volkswagen New Small Family platform en debuteerde in 2007 als conceptcar op de IAA in Frankfurt. Hoewel bij het conceptmodel de motor achterin geplaatst was bleek deze in de in 2011 onthulde productievariant voorin te liggen. Dit betrof oorspronkelijk alleen een 1.0 liter-driecilinder-benzinevariant, maar eind 2013 werd het aanbod uitgebreid met een elektrische variant. Ook is er een cng-variant.

## Techniek
De up! beschikt standaard over een 1.0 liter grote driecilinder benzinemotor, verkrijgbaar in twee vermogensvarianten, 60 en 75 pk. Optioneel is de up! uit te rusten met BlueMotion-technieken waaronder een start-stopsysteem en regeneratieve remmen. Hoewel standaard gekoppeld aan een handmatige 5-versnellingsbak kan er op enkele markten gekozen worden voor een vijftraps automaat. Ook is vanaf 2013 een variant op aardgas (CNG) beschikbaar, de eco-up.
| Versie                      | 1.0 (60 pk)                                         | 1.0 (75 pk)                                         | 1.0 (68pk) CNG                                      |
| --------------------------- | --------------------------------------------------- | --------------------------------------------------- | --------------------------------------------------- |
| Type en aantal cilinders    | 3-cilinder lijnmotor met multi-point fuel-injection | 3-cilinder lijnmotor met multi-point fuel-injection | 3-cilinder lijnmotor met multi-point fuel-injection |
| Kleppen                     | 12                                                  | 12                                                  | 12                                                  |
| Inhoud                      | 999 cc                                              | 999 cc                                              | 999 cc                                              |
| Vermogen                    | 44 kW / 60 pk @ 5.000 rpm                           | 55 kW / 75 pk @ 6.200 rpm                           | 50kW / 69 pk @ 6.200 rpm                            |
| Koppel                      | 95 @ 3.000–4.300 rpm                                | 95 @ 3.000–4.300 rpm                                | 90 Nm @ 300 rpm                                     |
| Versnellingen, standaard    | vijftraps handgeschakeld                            | vijftraps handgeschakeld                            | vijftraps handgeschakeld                            |
| Versnellingen, optioneel    | vijftraps automaat                                  | vijftraps automaat                                  | niet beschikbaar                                    |
| Topsnelheid                 | 161 km/h                                            | 171 km/h                                            | 163 km/h                                            |
| Acceleratie van 0–100 km/h  | 14,4 seconden                                       | 13,2 seconden                                       | 16,3 seconden                                       |
| Brandstofverbruik (EU-norm) | 4,5 l/100 km                                        | 4,7 l/100 km                                        | 2,9 kg/100 km (H-gas)                               |
| CO2-uitstoot, g/km          | 105 (BlueMotion 96)                                 | 108 (BlueMotion 98)                                 | 79 (CNG)                                            |
| European emissie standaard  | Euro 5                                              | Euro 5                                              | Euro 5                                              |

### Veiligheid
Vanaf het niveau van de move up! is de up! standaard uitgerust met Active City Braking, een systeem dat tot 30 km/h automatisch remt zodra een onvermijdbaar object wordt gedetecteerd.
| EuroNCAP |

## Varianten

### Vijfdeurs
Tijdens de introductie was de up! alleen verkrijgbaar als driedeurs model. In het najaar van 2012 kwam een vijfdeurs variant op de markt. Met identieke afmetingen moet dit model vooral de bereikbaarheid van de achterbank vergroten.

### eco-up!
In 2013 kwam de eco-up op de markt. Deze heeft dezelfde 1.0-motor, maar heeft aardgas als primair brandstof. Onder de auto zijn twee aardgastanks aanwezig met een capaciteit van in totaal elf kilogram. Een benzinetank met een inhoud van 10 liter doet dienst als reserve. Handmatig van brandstof overschakelen is niet mogelijk. Het verbruik wordt berekend in kilo's gas in plaats van liters, en is afhankelijk van de calorische inhoud. De specificaties gaan uit van hoogcalorisch gas (H-gas). In Nederland wordt voornamelijk L-gas (Groningen-gas) aangeboden, en daarmee ligt het verbruik circa 10 a 15 % hoger. De eco-up is in alle uitrustingsniveaus geleverd, enkel de automatische versnellingsbak is niet te combineren met deze motorisering. Standaard is de eco-up voorzien van bluemotiontechnologie-functies zoals start-stop.

### e-up!
Nadat al in 2009 een conceptmodel getoond werd, kwam in modeljaar 2014 (eind 2013) de elektrische variant van de up! op de markt. Volkswagen beloofde voor deze volledig elektrische auto een theoretische actieradius van 160 km en de mogelijkheid om de accu door middel van een snellader in 30 minuten weer tot 80 procent op te laden. Het praktische bereik lag ongeveer tussen de 75 en 160 km.
In 2019 kwam de tweede generatie van de e-up! op de markt met twee keer zo groot accupakket.

### cross up!
Zoals Volkswagen eerder deed met onder andere de Polo, Golf en Touran kwam medio 2013 de up! beschikbaar als cross-variant. De wijzigingen waren voornamelijk cosmetisch ten opzichte van het reguliere model. Dit bestaat onder andere uit een nieuwe voor- en achterbumper, zwart kunststof rond de wielkasten, dakrails en speciale 17 inch velgen. Daarnaast staat de cross up! 15 mm hoger op zijn wielen om grotere bodemvrijheid te creëren. Hoewel uitsluitend leverbaar met de 75 pk sterke variant, is de aandrijflijn verder ongewijzigd. Vierwielaandrijving is dan ook geen optie op de cross up!

### up! GTI
In 2017 presenteerde Volkswagen de Volkswagen up! GTI. De GTI variant van de up! is voorzien van nieuwe software en een grotere turbo. Het vermogen steeg tot 85 kW (115 pk) en de maximale trekkracht bedraagt 200 Nm tussen 2.000 en 3.500 t/min. Daarmee versnelt de up! GTI in 8,8 seconden vanuit stilstand naar 100 km/u en haalt hij een topsnelheid van 196 km/u. Het 15 mm verlaagde onderstel, aanpassingen aan de wielophanging en grote wielen met platte banden (maat 195/40 R17) zorgen voor meer tractie en stabiliteit. Het model is in zowel drie- als vijfdeurs uitvoering verkrijgbaar. De Up! GTI is een verwijzing naar de Lupo GTI.

### Zuid-Amerika
In februari 2014 onthulde Volkswagen een up! voor Latijns-Amerika. Dit in Brazilië gebouwde model is 65 mm langer dan het Europese model. Met deze extra ruimte was Volkswagen in staat de benzinetank te vergroten (van 35 naar 50 liter), een volledig reservewiel te plaatsen en de kofferruimte uit te breiden.

## Einde productie in Bratislava
Begin 2023 werd door Volkswagen Nederland bekend gemaakt dat in Bratislava de productie van de up! werd gestaakt.